# کنگره موسیقی عربی در قاهره

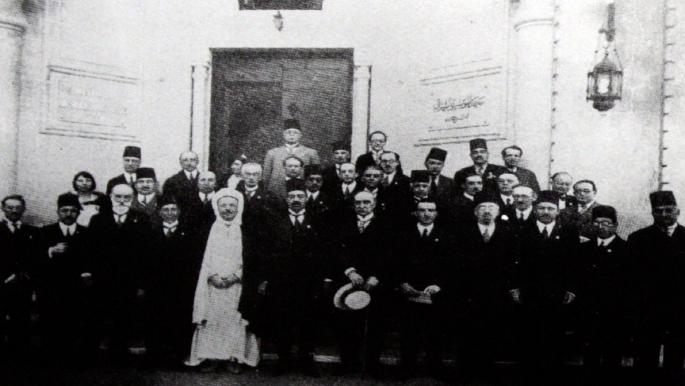
کنگره موسیقی عربی در قاهره سال 1932 میلادی

کنگره موسیقی عربی در قاهره (عربی:  مؤتمر الموسيقى العربية الأول) یک کنگره هنری بود که از ۱۴ مارس تا ۳ آوریل سال ۱۹۳۲ و به دستور احمد فؤاد سلطان مصر در قاهره برگزار شد. پیشنهاد برگزاری این همایش بین‌المللی را رادولف درلانژه به احمد فؤاد داده بود و هدف از آن ثبت و ضبط مستندات مربوط به موسیقی خاورمیانه و شمال آفریقا (شامل ترکیه) بود.
این همایش در فرهنگستان ملی هنر قاهره برگزار شد و موسیقی‌دانان و نظریه‌پردازان بزرگی از جهان عرب و دیگر کشورها در آن شرکت کردند، از جمله رئوف یکتا بی و هنری جورج فارمر. در این همایش گذشته، حال و آیندهٔ موسیقی عربی مورد بحث قرار گرفت؛ نهایتاً همایش با این جمع‌بندی که موسیقی عربی در حال افول است، راهکارهایی برای حفظ این هنر ارائه کرد. همچنین ۳۶۰ گروه مختلف در آن به اجرای موسیقی عربی پرداختند که نسخهٔ ضبط شدهٔ بسیاری از آن‌ها همینک در کتابخانه ملی فرانسه نگهداری می‌شود.
در این همایش همچنین پیشنهادهایی برای استاندارد کردن موسیقی عربی مطرح شد که از جملهٔ آن‌ها استفاده از اعتدال مساوی برای کوک سازها، و به کار گرفتن ۲۴ فاصلهٔ مساوی (۲۴ ربع پرده) در هر اکتاو بود.
در سال های ۱۹۳۳ تا ۱۹۳۵ سه بار دیگر این همایش برگزار شد اما هیچ‌کدام از آن‌ها به گستردگی همایش اول نبود.

## کمیسیون‌ها
هفت موضوع اصلی در کنگرهٔ موسیقی عربی در قاهره موضوع بحث در کمیسیون‌های تخصصی بودند:
1. کمیسیون عمومی: جستجو برای بهترین روش جهت درک تحولات موسیقی عربی
2. کمیسیون مدهای ملودی و ضربی، و آهنگسازی: تحلیل مقام (موسیقی)ات و ایقاعات (ضرب‌آهنگ‌ها) در موسیقی عربی
3. کمیسیون گام: تعیین یک گام و مجموعه‌ای از علایم عرضی برای نت‌نویسی ملودی‌های موسیقی عربی
4. کمیسیون سازها: بررسی و طبقه‌بندی سازهای سنتی
5. کمیسیون ضبط: جمع‌آوری و بایگانی ترانه‌های سنتی مصر و دیگر کشورهای عرب
6. کمیسیون آموزش: سازماندهی به آموزش موسیقی
7. کمیسیون تاریخ و متون: مطالعهٔ تاریخ موسیقی عربی، و متون مربوط به آن